# Каракульча

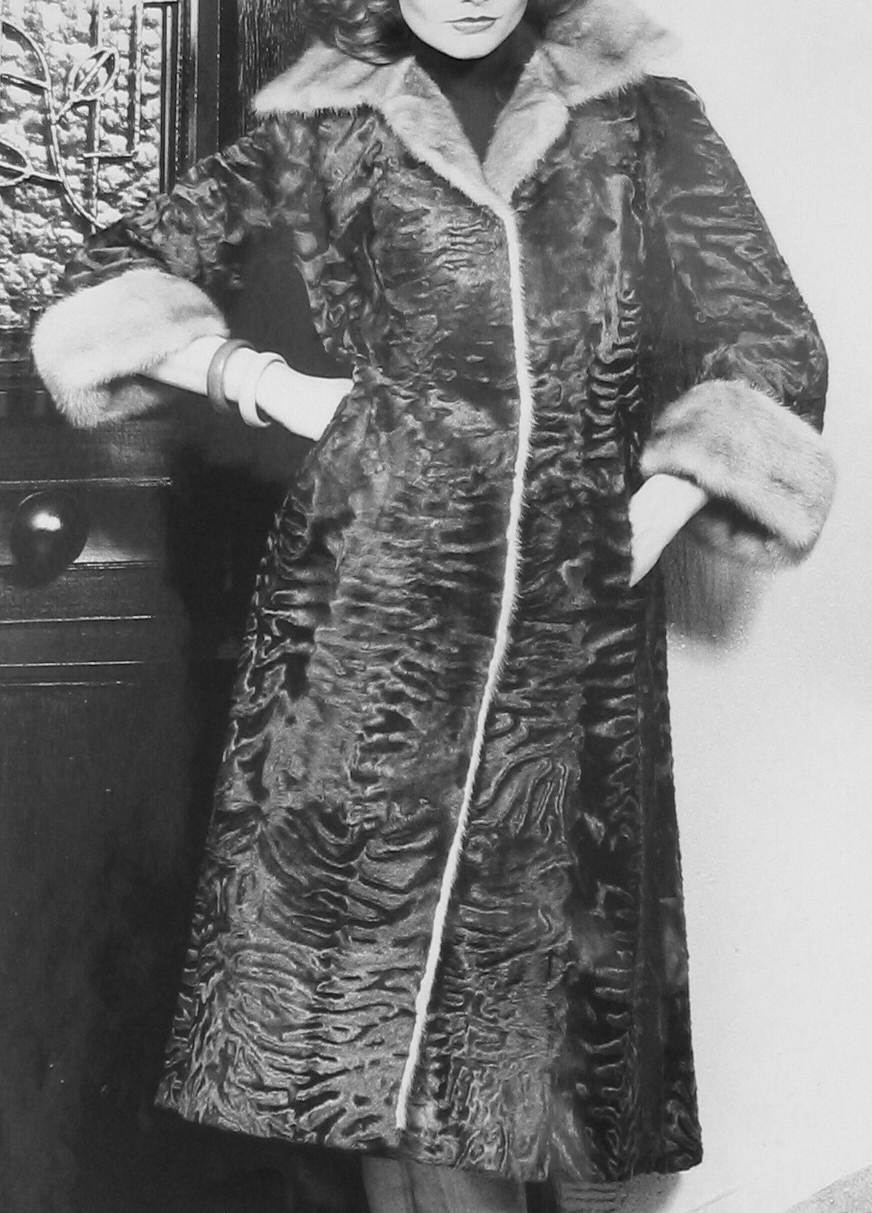
Шуба из багдадской каракульчи

Каракульча́ (узб. qorako‘lcha — уменьшительное от «каракуль, овца каракульской породы»; из узб. Qorako‘l «Чёрное озеро», по названию города и местности в Узбекистане) — мех, выделываемый из шкурок недоношенных ягнят (выкидышей в последний период суягности) или плодов (извлечённых из утробы забитых на мясо суягных маток) каракульских овец, а также изделия из этого меха.
Отличается от каракуля, получаемого из шкурок новорождённых ягнят той же породы, коротким, прилегающим к мездре блестящим шелковистым волосяным покровом с муаровым рисунком, без сформировавшихся завитков, а также меньшей толщиной шкурки и значительно меньшей носкостью (2—3 сезона). Нестойка к истиранию и сильным механическим нагрузкам (легко образует «заломы»). Сопоставима по стоимости с наиболее дорогими сортами каракуля. Имеет несколько десятков названий в зависимости от способа выделки, происхождения меха и его цвета (чёрный, серый, коричневый). Наиболее часто встречаемый цвет — коричневый и его оттенки (сур). Особенно ценными сортами каракульчи считаются шкурки цветов сур и антик («цветная каракульча»).